# Liste des planètes mineures non numérotées découvertes en mai 2010
Pour un article plus général, voir Liste des planètes mineures non numérotées découvertes en 2010.
Pour un article plus général, voir Liste des planètes mineures.
Cet article dresse la liste des planètes mineures (astéroïdes, centaures, objets transneptuniens et assimilés) non numérotées découvertes en mai 2010 dans l'ordre de leur découverte.
Au 15 janvier 2025, 661 077 des 1 434 993 planètes mineures répertoriées par le Centre des planètes mineures ne sont pas encore numérotées, soit 46,07 %.

## Rappel concernant la désignation provisoire
La désignation provisoire indique l'ordre de découverte de ces objets. En effet, cette désignation est composée de l'année de découverte (par exemple 2010) suivie de la quinzaine (demi-mois) de découverte (p.e. A = 1-15 janvier) puis de l'ordre de découverte dans cette quinzaine. Cet ordre est indiqué par une lettre et éventuellement un chiffre comme suit : A pour la première découverte, B pour la deuxième, ..., Z pour la 25e (le I n'est pas utilisé pour éviter la confusion avec 1), A1 pour la 26e, B1 pour la 27e, etc. , Z1 pour la 50e, A2 pour la 51e, B2 pour la 52e, etc. L'ordre de la numérotation ne suit donc pas l'ordre alphanumérique. 2010 AA1 suit ainsi 2010 AZ et précède 2010 AB1.

## Liste

### Du1erau 15 mai 2010
- 2010 JA
- 2010 JC
- 2010 JE
- 2010 JF
- 2010 JG
- 2010 JM
- 2010 JX
- 2010 JY
- 2010 JJ1
- 2010 JK1
- 2010 JL1
- 2010 JM1
- 2010 JN1
- 2010 JH2
- 2010 JV2
- 2010 JH3
- 2010 JJ3
- 2010 JP3
- 2010 JW3
- 2010 JG4
- 2010 JN4
- 2010 JO4
- 2010 JT4
- 2010 JU4
- 2010 JW4
- 2010 JX4
- 2010 JY4
- 2010 JD5
- 2010 JX5
- 2010 JD6
- 2010 JG6
- 2010 JN6
- 2010 JO6
- 2010 JX6
- 2010 JF7
- 2010 JG7
- 2010 JL7
- 2010 JV7
- 2010 JE8
- 2010 JF8
- 2010 JG8
- 2010 JL8
- 2010 JP8
- 2010 JD9
- 2010 JJ9
- 2010 JK9
- 2010 JP9
- 2010 JR9
- 2010 JU10
- 2010 JW10
- 2010 JB11
- 2010 JD11
- 2010 JM11
- 2010 JP11
- 2010 JS11
- 2010 JV11
- 2010 JX11
- 2010 JY11
- 2010 JF12
- 2010 JV12
- 2010 JZ12
- 2010 JG13
- 2010 JS13
- 2010 JT13
- 2010 JU13
- 2010 JV13
- 2010 JX13
- 2010 JG14
- 2010 JH14
- 2010 JM14
- 2010 JN15
- 2010 JP15
- 2010 JQ15
- 2010 JZ15
- 2010 JB16
- 2010 JC16
- 2010 JQ16
- 2010 JR16
- 2010 JS16
- 2010 JT16
- 2010 JW16
- 2010 JX16
- 2010 JB17
- 2010 JC17
- 2010 JG17
- 2010 JK17
- 2010 JL17
- 2010 JQ17
- 2010 JT17
- 2010 JV17
- 2010 JY17
- 2010 JH18
- 2010 JN18
- 2010 JP18
- 2010 JE19
- 2010 JG19
- 2010 JL19
- 2010 JP19
- 2010 JR19
- 2010 JY19
- 2010 JB20
- 2010 JL20
- 2010 JM20
- 2010 JT20
- 2010 JW20
- 2010 JY20
- 2010 JE21
- 2010 JF21
- 2010 JM21
- 2010 JR21
- 2010 JT21
- 2010 JY21
- 2010 JK22
- 2010 JM22
- 2010 JP22
- 2010 JU22
- 2010 JW22
- 2010 JX22
- 2010 JD23
- 2010 JF23
- 2010 JG23
- 2010 JN23
- 2010 JV23
- 2010 JW23
- 2010 JC24
- 2010 JH24
- 2010 JK24
- 2010 JO24
- 2010 JP24
- 2010 JS24
- 2010 JT24
- 2010 JA25
- 2010 JG25
- 2010 JH25
- 2010 JJ25
- 2010 JN25
- 2010 JS25
- 2010 JT25
- 2010 JV25
- 2010 JY25
- 2010 JE26
- 2010 JF26
- 2010 JH26
- 2010 JJ26
- 2010 JM26
- 2010 JO26
- 2010 JR26
- 2010 JS26
- 2010 JT26
- 2010 JN27
- 2010 JR27
- 2010 JV27
- 2010 JW27
- 2010 JY27
- 2010 JK28
- 2010 JN28
- 2010 JX28
- 2010 JP30
- 2010 JS30
- 2010 JQ31
- 2010 JS31
- 2010 JV31
- 2010 JB32
- 2010 JO32
- 2010 JA33
- 2010 JH33
- 2010 JK33
- 2010 JM33
- 2010 JN33
- 2010 JO33
- 2010 JT33
- 2010 JK34
- 2010 JN34
- 2010 JP34
- 2010 JR34
- 2010 JS34
- 2010 JU34
- 2010 JV34
- 2010 JW34
- 2010 JY34
- 2010 JA35
- 2010 JS35
- 2010 JG36
- 2010 JX36
- 2010 JY36
- 2010 JC37
- 2010 JF37
- 2010 JY37
- 2010 JB38
- 2010 JQ38
- 2010 JX38
- 2010 JZ38
- 2010 JE39
- 2010 JN39
- 2010 JT39
- 2010 JV39
- 2010 JW39
- 2010 JJ40
- 2010 JJ41
- 2010 JK41
- 2010 JL41
- 2010 JM41
- 2010 JU41
- 2010 JJ42
- 2010 JT42
- 2010 JZ42
- 2010 JB46
- 2010 JY47
- 2010 JL48
- 2010 JN48
- 2010 JT48
- 2010 JZ48
- 2010 JA49
- 2010 JN49
- 2010 JP49
- 2010 JQ49
- 2010 JT49
- 2010 JN50
- 2010 JO50
- 2010 JS50
- 2010 JX50
- 2010 JY50
- 2010 JD51
- 2010 JK51
- 2010 JV51
- 2010 JW51
- 2010 JA52
- 2010 JJ52
- 2010 JL52
- 2010 JT52
- 2010 JX52
- 2010 JZ52
- 2010 JE53
- 2010 JF53
- 2010 JJ53
- 2010 JX53
- 2010 JD54
- 2010 JF54
- 2010 JT54
- 2010 JW54
- 2010 JX54
- 2010 JD55
- 2010 JL55
- 2010 JO55
- 2010 JY55
- 2010 JH56
- 2010 JO56
- 2010 JS56
- 2010 JU56
- 2010 JZ56
- 2010 JB57
- 2010 JH57
- 2010 JJ57
- 2010 JK57
- 2010 JO57
- 2010 JV57
- 2010 JW57
- 2010 JY57
- 2010 JQ58
- 2010 JG59
- 2010 JH59
- 2010 JJ59
- 2010 JS59
- 2010 JV59
- 2010 JA60
- 2010 JQ60
- 2010 JC61
- 2010 JF61
- 2010 JQ61
- 2010 JV61
- 2010 JA62
- 2010 JE62
- 2010 JG62
- 2010 JJ62
- 2010 JN62
- 2010 JH63
- 2010 JL63
- 2010 JS63
- 2010 JX63
- 2010 JY63
- 2010 JF64
- 2010 JN64
- 2010 JS64
- 2010 JY64
- 2010 JC65
- 2010 JG65
- 2010 JM65
- 2010 JN65
- 2010 JV65
- 2010 JC66
- 2010 JG66
- 2010 JH66
- 2010 JM66
- 2010 JN66
- 2010 JV66
- 2010 JW66
- 2010 JY66
- 2010 JC67
- 2010 JE67
- 2010 JF67
- 2010 JG67
- 2010 JS67
- 2010 JV67
- 2010 JY67
- 2010 JZ67
- 2010 JA68
- 2010 JE68
- 2010 JG68
- 2010 JH68
- 2010 JV68
- 2010 JW68
- 2010 JY68
- 2010 JD69
- 2010 JE69
- 2010 JF69
- 2010 JN69
- 2010 JO69
- 2010 JW69
- 2010 JB70
- 2010 JG70
- 2010 JM70
- 2010 JB71
- 2010 JE71
- 2010 JN71
- 2010 JO71
- 2010 JT71
- 2010 JV71
- 2010 JF72
- 2010 JY72
- 2010 JY73
- 2010 JD74
- 2010 JR74
- 2010 JY74
- 2010 JZ74
- 2010 JC75
- 2010 JX75
- 2010 JK76
- 2010 JN76
- 2010 JL77
- 2010 JO77
- 2010 JQ77
- 2010 JM78
- 2010 JQ78
- 2010 JT78
- 2010 JV78
- 2010 JX78
- 2010 JY78
- 2010 JT79
- 2010 JV79
- 2010 JW79
- 2010 JG80
- 2010 JH80
- 2010 JU80
- 2010 JH81
- 2010 JL81
- 2010 JP81
- 2010 JW81
- 2010 JG82
- 2010 JH82
- 2010 JL82
- 2010 JQ82
- 2010 JT82
- 2010 JH83
- 2010 JQ83
- 2010 JR83
- 2010 JU83
- 2010 JX84
- 2010 JB85
- 2010 JE85
- 2010 JU85
- 2010 JD86
- 2010 JH86
- 2010 JB87
- 2010 JF87
- 2010 JG87
- 2010 JH87
- 2010 JO87
- 2010 JE88
- 2010 JH88
- 2010 JJ88
- 2010 JL88
- 2010 JU88
- 2010 JD89
- 2010 JF89
- 2010 JH89
- 2010 JL89
- 2010 JT89
- 2010 JA90
- 2010 JB90
- 2010 JF90
- 2010 JG90
- 2010 JH90
- 2010 JN90
- 2010 JQ90
- 2010 JU90
- 2010 JA91
- 2010 JG91
- 2010 JL91
- 2010 JP91
- 2010 JS91
- 2010 JY91
- 2010 JA92
- 2010 JE92
- 2010 JF92
- 2010 JJ92
- 2010 JM92
- 2010 JQ92
- 2010 JT92
- 2010 JK93
- 2010 JM93
- 2010 JY93
- 2010 JA94
- 2010 JB94
- 2010 JE94
- 2010 JG94
- 2010 JP94
- 2010 JR94
- 2010 JV94
- 2010 JZ94
- 2010 JA95
- 2010 JB95
- 2010 JQ95
- 2010 JR95
- 2010 JE96
- 2010 JF96
- 2010 JG96
- 2010 JH96
- 2010 JJ96
- 2010 JK96
- 2010 JM96
- 2010 JU96
- 2010 JA97
- 2010 JK97
- 2010 JL97
- 2010 JO97
- 2010 JP97
- 2010 JR97
- 2010 JV97
- 2010 JW97
- 2010 JX97
- 2010 JY97
- 2010 JZ97
- 2010 JC98
- 2010 JJ98
- 2010 JK98
- 2010 JR98
- 2010 JW98
- 2010 JY98
- 2010 JC99
- 2010 JD99
- 2010 JE99
- 2010 JO99
- 2010 JR99
- 2010 JC100
- 2010 JG100
- 2010 JH100
- 2010 JU100
- 2010 JV100
- 2010 JZ100
- 2010 JA101
- 2010 JC101
- 2010 JH101
- 2010 JL101
- 2010 JD102
- 2010 JH102
- 2010 JJ102
- 2010 JN102
- 2010 JR102
- 2010 JS102
- 2010 JH103
- 2010 JO103
- 2010 JP103
- 2010 JR103
- 2010 JT103
- 2010 JW103
- 2010 JE104
- 2010 JJ104
- 2010 JL104
- 2010 JM104
- 2010 JT104
- 2010 JW104
- 2010 JY104
- 2010 JC105
- 2010 JN105
- 2010 JO105
- 2010 JT105
- 2010 JY105
- 2010 JB106
- 2010 JE106
- 2010 JM106
- 2010 JS106
- 2010 JU106
- 2010 JW106
- 2010 JA107
- 2010 JH107
- 2010 JJ107
- 2010 JV107
- 2010 JY107
- 2010 JA108
- 2010 JC108
- 2010 JD108
- 2010 JE108
- 2010 JN108
- 2010 JS108
- 2010 JV108
- 2010 JZ108
- 2010 JB109
- 2010 JG109
- 2010 JQ109
- 2010 JY109
- 2010 JH110
- 2010 JK110
- 2010 JL110
- 2010 JA111
- 2010 JU113
- 2010 JG114
- 2010 JR114
- 2010 JV115
- 2010 JO116
- 2010 JS116
- 2010 JU116
- 2010 JE117
- 2010 JK117
- 2010 JN117
- 2010 JU117
- 2010 JW117
- 2010 JB118
- 2010 JL118
- 2010 JN118
- 2010 JT118
- 2010 JU118
- 2010 JV118
- 2010 JH119
- 2010 JV119
- 2010 JA120
- 2010 JE120
- 2010 JJ120
- 2010 JR120
- 2010 JY120
- 2010 JK121
- 2010 JR121
- 2010 JV121
- 2010 JO122
- 2010 JW122
- 2010 JF123
- 2010 JW123
- 2010 JA124
- 2010 JD124
- 2010 JF124
- 2010 JH124
- 2010 JJ124
- 2010 JK124
- 2010 JU124
- 2010 JX124
- 2010 JZ124
- 2010 JD125
- 2010 JL125
- 2010 JN125
- 2010 JS125
- 2010 JV125
- 2010 JY125
- 2010 JZ125
- 2010 JE126
- 2010 JG126
- 2010 JM126
- 2010 JN126
- 2010 JR126
- 2010 JX126
- 2010 JY126
- 2010 JZ126
- 2010 JJ127
- 2010 JM127
- 2010 JO127
- 2010 JP127
- 2010 JT127
- 2010 JY127
- 2010 JF128
- 2010 JH128
- 2010 JJ128
- 2010 JK128
- 2010 JL128
- 2010 JM128
- 2010 JN128
- 2010 JD129
- 2010 JH129
- 2010 JP129
- 2010 JV129
- 2010 JX129
- 2010 JF130
- 2010 JG130
- 2010 JJ130
- 2010 JL130
- 2010 JN130
- 2010 JP130
- 2010 JQ130
- 2010 JZ130
- 2010 JF131
- 2010 JH131
- 2010 JK131
- 2010 JO131
- 2010 JP131
- 2010 JA132
- 2010 JC132
- 2010 JF132
- 2010 JG132
- 2010 JM132
- 2010 JA133
- 2010 JW133
- 2010 JB134
- 2010 JE134
- 2010 JL134
- 2010 JR134
- 2010 JV134
- 2010 JA135
- 2010 JB135
- 2010 JL135
- 2010 JV135
- 2010 JY135
- 2010 JA136
- 2010 JB136
- 2010 JD136
- 2010 JO136
- 2010 JQ136
- 2010 JW136
- 2010 JX136
- 2010 JY136
- 2010 JZ136
- 2010 JF137
- 2010 JG137
- 2010 JQ137
- 2010 JD138
- 2010 JE138
- 2010 JM138
- 2010 JQ138
- 2010 JU138
- 2010 JW138
- 2010 JC139
- 2010 JD139
- 2010 JE139
- 2010 JF139
- 2010 JK139
- 2010 JO139
- 2010 JR139
- 2010 JS139
- 2010 JW139
- 2010 JF140
- 2010 JH140
- 2010 JJ140
- 2010 JN140
- 2010 JH141
- 2010 JK141
- 2010 JL141
- 2010 JV141
- 2010 JW141
- 2010 JC142
- 2010 JD142
- 2010 JJ142
- 2010 JK142
- 2010 JM142
- 2010 JO142
- 2010 JQ142
- 2010 JR142
- 2010 JS142
- 2010 JB143
- 2010 JG143
- 2010 JH143
- 2010 JJ143
- 2010 JL143
- 2010 JM143
- 2010 JP143
- 2010 JS143
- 2010 JV143
- 2010 JD144
- 2010 JE144
- 2010 JK144
- 2010 JP144
- 2010 JA145
- 2010 JK145
- 2010 JW145
- 2010 JY145
- 2010 JD146
- 2010 JE146
- 2010 JM146
- 2010 JO146
- 2010 JW146
- 2010 JC147
- 2010 JE147
- 2010 JF147
- 2010 JM147
- 2010 JJ148
- 2010 JV148
- 2010 JC150
- 2010 JE150
- 2010 JM151
- 2010 JN151
- 2010 JC152
- 2010 JJ152
- 2010 JK152
- 2010 JM152
- 2010 JX152
- 2010 JV153
- 2010 JO154
- 2010 JU154
- 2010 JL155
- 2010 JM155
- 2010 JW155
- 2010 JO156
- 2010 JQ156
- 2010 JS156
- 2010 JE157
- 2010 JO157
- 2010 JQ157
- 2010 JS157
- 2010 JA158
- 2010 JB158
- 2010 JC158
- 2010 JO158
- 2010 JW158
- 2010 JP159
- 2010 JR159
- 2010 JQ160
- 2010 JU160
- 2010 JY160
- 2010 JN161
- 2010 JT161
- 2010 JY161
- 2010 JZ161
- 2010 JR162
- 2010 JU162
- 2010 JX162
- 2010 JY162
- 2010 JB163
- 2010 JJ163
- 2010 JP163
- 2010 JR163
- 2010 JU163
- 2010 JB164
- 2010 JZ164
- 2010 JD165
- 2010 JK165
- 2010 JO165
- 2010 JQ165
- 2010 JR165
- 2010 JV165
- 2010 JY165
- 2010 JB166
- 2010 JQ166
- 2010 JV166
- 2010 JF167
- 2010 JB168
- 2010 JH168
- 2010 JJ168
- 2010 JX168
- 2010 JA169
- 2010 JB169
- 2010 JC169
- 2010 JE169
- 2010 JN169
- 2010 JO169
- 2010 JQ169
- 2010 JH170
- 2010 JN170
- 2010 JR170
- 2010 JU170
- 2010 JX170
- 2010 JN171
- 2010 JJ172
- 2010 JK172
- 2010 JF173
- 2010 JH173
- 2010 JN173
- 2010 JO173
- 2010 JP173
- 2010 JW173
- 2010 JB174
- 2010 JK174
- 2010 JU174
- 2010 JY174
- 2010 JB175
- 2010 JG175
- 2010 JH175
- 2010 JW175
- 2010 JA176
- 2010 JV176
- 2010 JW176
- 2010 JA177
- 2010 JS178
- 2010 JJ179
- 2010 JM179
- 2010 JS179
- 2010 JL180
- 2010 JT180
- 2010 JE181
- 2010 JA182
- 2010 JF182
- 2010 JJ182
- 2010 JL182
- 2010 JA183
- 2010 JD183
- 2010 JP183
- 2010 JT183
- 2010 JW183
- 2010 JO184
- 2010 JX184
- 2010 JZ184
- 2010 JN185
- 2010 JW185
- 2010 JZ185
- 2010 JG186
- 2010 JU187
- 2010 JV187
- 2010 JX189
- 2010 JY189
- 2010 JM190
- 2010 JT190
- 2010 JG191
- 2010 JW191
- 2010 JC192
- 2010 JN192
- 2010 JW192
- 2010 JD193
- 2010 JH193
- 2010 JJ193
- 2010 JQ193
- 2010 JY193
- 2010 JJ194
- 2010 JW194
- 2010 JC195
- 2010 JS195
- 2010 JT195
- 2010 JZ195
- 2010 JF196
- 2010 JN196
- 2010 JC197
- 2010 JX197
- 2010 JY197
- 2010 JD198
- 2010 JE198
- 2010 JH198
- 2010 JM198
- 2010 JJ199
- 2010 JN199
- 2010 JR199
- 2010 JQ200
- 2010 JY200
- 2010 JB201
- 2010 JC201
- 2010 JP201
- 2010 JT201
- 2010 JV201
- 2010 JL202
- 2010 JE203
- 2010 JG203
- 2010 JJ203
- 2010 JH205
- 2010 JJ205
- 2010 JY205
- 2010 JP206
- 2010 JO207
- 2010 JT208
- 2010 JX208
- 2010 JY208
- 2010 JT209
- 2010 JX209
- 2010 JB210
- 2010 JD210
- 2010 JZ210
- 2010 JF211
- 2010 JJ211
- 2010 JQ211
- 2010 JV211
- 2010 JT212
- 2010 JU212
- 2010 JX212
- 2010 JZ212
- 2010 JB213
- 2010 JE213
- 2010 JL213
- 2010 JR213
- 2010 JT213
- 2010 JU213
- 2010 JW213
- 2010 JX213
- 2010 JY213
- 2010 JZ213
- 2010 JA214
- 2010 JB214
- 2010 JC214
- 2010 JD214
- 2010 JF214
- 2010 JG214
- 2010 JH214
- 2010 JS214
- 2010 JT214
- 2010 JZ214
- 2010 JE215
- 2010 JF215
- 2010 JG215
- 2010 JJ215
- 2010 JS215
- 2010 JU215
- 2010 JV215
- 2010 JZ215
- 2010 JA216
- 2010 JB216
- 2010 JC216
- 2010 JD216
- 2010 JE216
- 2010 JF216
- 2010 JG216

### Du 16 au 31 mai 2010
- 2010 KC
- 2010 KD
- 2010 KE
- 2010 KH
- 2010 KT
- 2010 KV
- 2010 KE1
- 2010 KG1
- 2010 KN1
- 2010 KO1
- 2010 KP1
- 2010 KF2
- 2010 KK2
- 2010 KL2
- 2010 KQ2
- 2010 KR2
- 2010 KS2
- 2010 KV2
- 2010 KW2
- 2010 KX2
- 2010 KC3
- 2010 KH3
- 2010 KM3
- 2010 KN3
- 2010 KQ3
- 2010 KU3
- 2010 KK4
- 2010 KL4
- 2010 KX4
- 2010 KY4
- 2010 KZ4
- 2010 KD5
- 2010 KL5
- 2010 KO5
- 2010 KS5
- 2010 KC6
- 2010 KJ6
- 2010 KL6
- 2010 KS6
- 2010 KZ6
- 2010 KK7
- 2010 KO7
- 2010 KU7
- 2010 KV7
- 2010 KA8
- 2010 KB8
- 2010 KV9
- 2010 KG10
- 2010 KL10
- 2010 KO10
- 2010 KP10
- 2010 KQ10
- 2010 KR10
- 2010 KU10
- 2010 KX10
- 2010 KZ10
- 2010 KJ11
- 2010 KO11
- 2010 KQ11
- 2010 KS11
- 2010 KV11
- 2010 KD12
- 2010 KG12
- 2010 KH12
- 2010 KN12
- 2010 KO12
- 2010 KQ12
- 2010 KY12
- 2010 KE13
- 2010 KH13
- 2010 KW13
- 2010 KB14
- 2010 KE14
- 2010 KM14
- 2010 KE15
- 2010 KG15
- 2010 KS15
- 2010 KH16
- 2010 KK16
- 2010 KO16
- 2010 KP16
- 2010 KT16
- 2010 KU16
- 2010 KV16
- 2010 KW16
- 2010 KB17
- 2010 KD17
- 2010 KE17
- 2010 KF17
- 2010 KR17
- 2010 KM18
- 2010 KX18
- 2010 KZ18
- 2010 KA19
- 2010 KG19
- 2010 KH19
- 2010 KM19
- 2010 KN19
- 2010 KW19
- 2010 KB20
- 2010 KG20
- 2010 KK20
- 2010 KZ20
- 2010 KA21
- 2010 KE21
- 2010 KG21
- 2010 KH21
- 2010 KJ21
- 2010 KQ21
- 2010 KT21
- 2010 KU21
- 2010 KD22
- 2010 KG22
- 2010 KM22
- 2010 KP22
- 2010 KZ22
- 2010 KQ23
- 2010 KR23
- 2010 KS23
- 2010 KZ23
- 2010 KJ24
- 2010 KY24
- 2010 KZ24
- 2010 KH25
- 2010 KN25
- 2010 KQ25
- 2010 KS25
- 2010 KT25
- 2010 KD26
- 2010 KF26
- 2010 KL26
- 2010 KN26
- 2010 KQ26
- 2010 KZ26
- 2010 KC27
- 2010 KK27
- 2010 KQ27
- 2010 KR27
- 2010 KT27
- 2010 KU27
- 2010 KW27
- 2010 KB28
- 2010 KE28
- 2010 KF28
- 2010 KG28
- 2010 KL28
- 2010 KN28
- 2010 KO28
- 2010 KP28
- 2010 KT28
- 2010 KU28
- 2010 KW28
- 2010 KQ29
- 2010 KU29
- 2010 KV29
- 2010 KW29
- 2010 KC30
- 2010 KD30
- 2010 KE30
- 2010 KJ30
- 2010 KK30
- 2010 KL30
- 2010 KN30
- 2010 KY30
- 2010 KE31
- 2010 KH31
- 2010 KO31
- 2010 KR31
- 2010 KV31
- 2010 KE32
- 2010 KF32
- 2010 KG32
- 2010 KR32
- 2010 KY32
- 2010 KB33
- 2010 KJ33
- 2010 KL33
- 2010 KQ33
- 2010 KY33
- 2010 KZ33
- 2010 KB34
- 2010 KF34
- 2010 KP34
- 2010 KT34
- 2010 KC35
- 2010 KF35
- 2010 KP35
- 2010 KW35
- 2010 KB36
- 2010 KJ37
- 2010 KK37
- 2010 KX37
- 2010 KY37
- 2010 KZ37
- 2010 KD38
- 2010 KQ38
- 2010 KY38
- 2010 KH39
- 2010 KM39
- 2010 KS39
- 2010 KV39
- 2010 KY39
- 2010 KZ39
- 2010 KD40
- 2010 KM40
- 2010 KN40
- 2010 KO40
- 2010 KR40
- 2010 KT40
- 2010 KK41
- 2010 KQ41
- 2010 KU41
- 2010 KV41
- 2010 KW41
- 2010 KC42
- 2010 KN42
- 2010 KO42
- 2010 KC43
- 2010 KQ43
- 2010 KS43
- 2010 KV43
- 2010 KB44
- 2010 KG44
- 2010 KL44
- 2010 KN44
- 2010 KS44
- 2010 KZ44
- 2010 KF45
- 2010 KG45
- 2010 KH45
- 2010 KJ45
- 2010 KK45
- 2010 KL45
- 2010 KT45
- 2010 KU45
- 2010 KV45
- 2010 KW45
- 2010 KA46
- 2010 KF46
- 2010 KQ46
- 2010 KU46
- 2010 KW46
- 2010 KX46
- 2010 KH47
- 2010 KN47
- 2010 KQ47
- 2010 KT47
- 2010 KC48
- 2010 KF48
- 2010 KN48
- 2010 KR48
- 2010 KH49
- 2010 KN49
- 2010 KO49
- 2010 KP49
- 2010 KQ49
- 2010 KX49
- 2010 KZ49
- 2010 KM50
- 2010 KU50
- 2010 KW50
- 2010 KZ50
- 2010 KA51
- 2010 KC51
- 2010 KD51
- 2010 KF51
- 2010 KJ51
- 2010 KP51
- 2010 KR51
- 2010 KX51
- 2010 KB52
- 2010 KF52
- 2010 KJ52
- 2010 KQ52
- 2010 KR52
- 2010 KU52
- 2010 KN53
- 2010 KU53
- 2010 KV53
- 2010 KY53
- 2010 KC54
- 2010 KH54
- 2010 KM54
- 2010 KS54
- 2010 KT54
- 2010 KV54
- 2010 KY54
- 2010 KM55
- 2010 KP55
- 2010 KT55
- 2010 KM56
- 2010 KS56
- 2010 KY56
- 2010 KA57
- 2010 KL57
- 2010 KQ57
- 2010 KR57
- 2010 KS57
- 2010 KT57
- 2010 KY57
- 2010 KA58
- 2010 KB58
- 2010 KC58
- 2010 KF58
- 2010 KG58
- 2010 KJ58
- 2010 KN58
- 2010 KP58
- 2010 KW58
- 2010 KX58
- 2010 KZ58
- 2010 KH59
- 2010 KJ59
- 2010 KK59
- 2010 KN59
- 2010 KQ59
- 2010 KU59
- 2010 KX59
- 2010 KY59
- 2010 KP60
- 2010 KV60
- 2010 KB61
- 2010 KF61
- 2010 KG61
- 2010 KN61
- 2010 KP61
- 2010 KQ61
- 2010 KR61
- 2010 KS62
- 2010 KW62
- 2010 KZ62
- 2010 KA63
- 2010 KE63
- 2010 KR63
- 2010 KT63
- 2010 KA64
- 2010 KB64
- 2010 KC64
- 2010 KE64
- 2010 KF64
- 2010 KH64
- 2010 KK64
- 2010 KL64
- 2010 KM64
- 2010 KX64
- 2010 KY64
- 2010 KA65
- 2010 KC65
- 2010 KF65
- 2010 KG65
- 2010 KP65
- 2010 KW65
- 2010 KD66
- 2010 KG66
- 2010 KL66
- 2010 KM66
- 2010 KN66
- 2010 KU66
- 2010 KV66
- 2010 KW66
- 2010 KB67
- 2010 KD67
- 2010 KO67
- 2010 KL68
- 2010 KW68
- 2010 KX68
- 2010 KY68
- 2010 KZ68
- 2010 KA69
- 2010 KB69
- 2010 KL69
- 2010 KM69
- 2010 KP69
- 2010 KR69
- 2010 KB70
- 2010 KH70
- 2010 KJ70
- 2010 KL70
- 2010 KR70
- 2010 KS70
- 2010 KV70
- 2010 KJ71
- 2010 KQ71
- 2010 KT71
- 2010 KU71
- 2010 KX71
- 2010 KY71
- 2010 KC72
- 2010 KG72
- 2010 KJ72
- 2010 KL72
- 2010 KM72
- 2010 KO72
- 2010 KQ72
- 2010 KS72
- 2010 KU72
- 2010 KE73
- 2010 KP73
- 2010 KQ73
- 2010 KS73
- 2010 KT73
- 2010 KU73
- 2010 KW73
- 2010 KZ73
- 2010 KD74
- 2010 KG74
- 2010 KV74
- 2010 KA75
- 2010 KB75
- 2010 KH75
- 2010 KN75
- 2010 KW75
- 2010 KX75
- 2010 KY75
- 2010 KU76
- 2010 KZ76
- 2010 KJ77
- 2010 KY77
- 2010 KO78
- 2010 KS78
- 2010 KK79
- 2010 KO79
- 2010 KQ79
- 2010 KU79
- 2010 KY79
- 2010 KC80
- 2010 KH80
- 2010 KJ80
- 2010 KK80
- 2010 KM80
- 2010 KR80
- 2010 KX80
- 2010 KC81
- 2010 KE81
- 2010 KG81
- 2010 KM81
- 2010 KQ81
- 2010 KR81
- 2010 KW81
- 2010 KK82
- 2010 KO82
- 2010 KX82
- 2010 KZ82
- 2010 KK83
- 2010 KU83
- 2010 KV83
- 2010 KW83
- 2010 KY83
- 2010 KL84
- 2010 KO84
- 2010 KS84
- 2010 KU84
- 2010 KX84
- 2010 KD85
- 2010 KO85
- 2010 KX85
- 2010 KS86
- 2010 KV86
- 2010 KX86
- 2010 KE87
- 2010 KF87
- 2010 KL87
- 2010 KO87
- 2010 KS87
- 2010 KT87
- 2010 KV87
- 2010 KZ87
- 2010 KA88
- 2010 KD88
- 2010 KG88
- 2010 KO88
- 2010 KQ88
- 2010 KH89
- 2010 KJ89
- 2010 KP89
- 2010 KQ89
- 2010 KF90
- 2010 KH90
- 2010 KM90
- 2010 KN90
- 2010 KO90
- 2010 KP90
- 2010 KG91
- 2010 KJ91
- 2010 KM91
- 2010 KU91
- 2010 KX91
- 2010 KJ92
- 2010 KK92
- 2010 KL92
- 2010 KM92
- 2010 KV92
- 2010 KJ93
- 2010 KL93
- 2010 KS93
- 2010 KV93
- 2010 KW93
- 2010 KC94
- 2010 KF94
- 2010 KP95
- 2010 KX95
- 2010 KF96
- 2010 KR96
- 2010 KV96
- 2010 KB97
- 2010 KC97
- 2010 KK97
- 2010 KZ97
- 2010 KG98
- 2010 KM98
- 2010 KP98
- 2010 KY98
- 2010 KD99
- 2010 KK99
- 2010 KQ99
- 2010 KR99
- 2010 KG100
- 2010 KJ100
- 2010 KQ100
- 2010 KS100
- 2010 KA101
- 2010 KD101
- 2010 KG101
- 2010 KO101
- 2010 KT101
- 2010 KU101
- 2010 KK102
- 2010 KL102
- 2010 KN102
- 2010 KO102
- 2010 KU102
- 2010 KB103
- 2010 KD103
- 2010 KF103
- 2010 KG103
- 2010 KH103
- 2010 KL103
- 2010 KC104
- 2010 KF104
- 2010 KF105
- 2010 KM105
- 2010 KO105
- 2010 KY105
- 2010 KZ105
- 2010 KA106
- 2010 KB106
- 2010 KC106
- 2010 KE106
- 2010 KG106
- 2010 KJ106
- 2010 KK106
- 2010 KN106
- 2010 KA107
- 2010 KQ107
- 2010 KS107
- 2010 KW107
- 2010 KB108
- 2010 KC108
- 2010 KH108
- 2010 KO108
- 2010 KZ108
- 2010 KH109
- 2010 KK109
- 2010 KL109
- 2010 KS109
- 2010 KZ109
- 2010 KE110
- 2010 KX110
- 2010 KH111
- 2010 KJ111
- 2010 KN111
- 2010 KO111
- 2010 KV111
- 2010 KW111
- 2010 KX111
- 2010 KK112
- 2010 KL112
- 2010 KR112
- 2010 KT112
- 2010 KW112
- 2010 KX112
- 2010 KY112
- 2010 KM113
- 2010 KO113
- 2010 KU113
- 2010 KZ113
- 2010 KB114
- 2010 KG114
- 2010 KT114
- 2010 KX114
- 2010 KB115
- 2010 KB116
- 2010 KJ116
- 2010 KU116
- 2010 KV116
- 2010 KA117
- 2010 KC117
- 2010 KG118
- 2010 KJ118
- 2010 KN118
- 2010 KT118
- 2010 KU118
- 2010 KX118
- 2010 KY118
- 2010 KZ118
- 2010 KE119
- 2010 KH119
- 2010 KK119
- 2010 KP119
- 2010 KV119
- 2010 KE120
- 2010 KK120
- 2010 KN120
- 2010 KB121
- 2010 KF121
- 2010 KK121
- 2010 KU121
- 2010 KX121
- 2010 KY121
- 2010 KN122
- 2010 KR122
- 2010 KU122
- 2010 KG123
- 2010 KH123
- 2010 KL123
- 2010 KP123
- 2010 KS123
- 2010 KU123
- 2010 KN124
- 2010 KT124
- 2010 KF125
- 2010 KV125
- 2010 KX125
- 2010 KZ125
- 2010 KE126
- 2010 KH126
- 2010 KJ126
- 2010 KL126
- 2010 KR126
- 2010 KC127
- 2010 KH127
- 2010 KJ127
- 2010 KK127
- 2010 KN127
- 2010 KB128
- 2010 KO128
- 2010 KR129
- 2010 KG130
- 2010 KG131
- 2010 KT131
- 2010 KD132
- 2010 KL132
- 2010 KQ132
- 2010 KB133
- 2010 KP133
- 2010 KU134
- 2010 KZ134
- 2010 KM135
- 2010 KA136
- 2010 KD136
- 2010 KQ136
- 2010 KW136
- 2010 KH137
- 2010 KV138
- 2010 KZ139
- 2010 KH140
- 2010 KP140
- 2010 KS140
- 2010 KT140
- 2010 KV140
- 2010 KC141
- 2010 KL141
- 2010 KP141
- 2010 KC142
- 2010 KG142
- 2010 KW142
- 2010 KX142
- 2010 KA143
- 2010 KG143
- 2010 KM143
- 2010 KD144
- 2010 KJ144
- 2010 KR144
- 2010 KW144
- 2010 KX144
- 2010 KM145
- 2010 KQ145
- 2010 KT145
- 2010 KU145
- 2010 KZ145
- 2010 KM146
- 2010 KV146
- 2010 KY146
- 2010 KB147
- 2010 KG147
- 2010 KS147
- 2010 KJ148
- 2010 KY148
- 2010 KD149
- 2010 KG149
- 2010 KV150
- 2010 KY150
- 2010 KE151
- 2010 KF151
- 2010 KA152
- 2010 KB152
- 2010 KD152
- 2010 KE152
- 2010 KP152
- 2010 KA153
- 2010 KF153
- 2010 KK153
- 2010 KV153
- 2010 KW153
- 2010 KA154
- 2010 KC154
- 2010 KD154
- 2010 KP154
- 2010 KK155
- 2010 KP155
- 2010 KZ155
- 2010 KB156
- 2010 KK156
- 2010 KZ156
- 2010 KB157
- 2010 KC157
- 2010 KE157
- 2010 KF157
- 2010 KG157
- 2010 KH157
- 2010 KK157
- 2010 KN157
- 2010 KO157
- 2010 KP157
- 2010 KR157
- 2010 KS157
- 2010 KA158
- 2010 KC158
- 2010 KD158
- 2010 KK158
- 2010 KL158
- 2010 KM158
- 2010 KS158
- 2010 KT158
- 2010 KV158
- 2010 KW158
- 2010 KL159
- 2010 KN159
- 2010 KP159
- 2010 KT159
- 2010 KY159
- 2010 KZ159
- 2010 KH160
- 2010 KJ160
- 2010 KO160
- 2010 KP160
- 2010 KR160
- 2010 KU160
- 2010 KV160
- 2010 KW160
- 2010 KX160
- 2010 KY160
- 2010 KZ160
- 2010 KA161
- 2010 KC161
- 2010 KD161
- 2010 KE161
- 2010 KF161
- 2010 KG161
- 2010 KH161
- 2010 KJ161
- 2010 KK161
- 2010 KL161